# Comuna Manuhivka, Putîvl
Manuhivka (în ucraineană Манухівка) este o comună în raionul Putîvl, regiunea Sumî, Ucraina, formată din satele Ivanivka și Manuhivka (reședința).

## Demografie
Componența lingvistică a comunei Manuhivka
     Rusă (56,56%)
     Ucraineană (43,44%)
Conform recensământului din 2001, majoritatea populației comunei Manuhivka era vorbitoare de rusă (56,56%), existând în minoritate și vorbitori de ucraineană (43,44%).